# Sundstjärnen (Lövångers socken, Västerbotten)
Sundstjärnen är en sjö i Skellefteå kommun i Västerbotten och ingår i Bureälven-Mångbyåns kustområde. Sjön har en area på 0,132 kvadratkilometer och ligger 7,1 meter över havet.

## Delavrinningsområde
Sundstjärnen ingår i det delavrinningsområde (715923-177433) som SMHI kallar för Mynnar i havet. Medelhöjden är 13 meter över havet och ytan är 2,25 kvadratkilometer. Det finns ett avrinningsområde uppströms, och räknas det in blir den ackumulerade arean 3,13 kvadratkilometer. Avrinningsområdets utflöde mynnar i havet. Avrinningsområdet består mestadels av skog (68 procent) och jordbruk (19 procent). Avrinningsområdet har 0,11 kvadratkilometer vattenytor vilket ger det en sjöprocent på 4,7 procent.